# Nederland op het Junior Eurovisiesongfestival 2022
Nederland nam deel aan het Junior Eurovisiesongfestival 2022 in Jerevan, Armenië. Het was de twintigste deelname van het land aan het Junior Eurovisiesongfestival. De AVROTROS was verantwoordelijk voor de Nederlandse bijdrage.
| Plaats | Artiest  | Lied              | Kinderjury | Vakjury | Publiek | Totaal |
| ------ | -------- | ----------------- | ---------- | ------- | ------- | ------ |
| 1      | Luna     | La Festa          | 12         | 12      | 12      | 36     |
| 2      | Mixed Up | It doesn’t matter | 10         | 10      | 10      | 30     |
| 3      | High5    | Because I know    | 9          | 9       | 9       | 27     |
| 4      | Infinity | Never Ever        | 8          | 8       | 8       | 24     |

2003 · 2004 · 2005 · 2006 · 2007 · 2008 · 2009 · 2010 · 2011 · 2012 · 2013 · 2014 · 2015 · 2016 · 2017 · 2018 · 2019 · 2020 · 2021 · 2022 · 2023 · 2024 
 Voorronde: Junior Songfestival